# 2023
- Wikisource

| Calendário gregoriano                                                        | 2023 MMXXIII                        |
| Ab urbe condita                                                              | 2776                                |
| Calendário arménio                                                           | 1473 – 1474                         |
| Calendário bahá'í                                                            | 179 – 180                           |
| Calendário budista                                                           | 2567                                |
| Calendário chinês                                                            | 4719 – 4720 Início a 22 de janeiro  |
| Calendário copta                                                             | 1739 – 1740                         |
| Calendário etíope                                                            | 2015 – 2016                         |
| Calendários hindus - Vikram Samvat - Calendário nacional indiano - Cáli Iuga | 2078 – 2079 1944 – 1945 5123 – 5124 |
| Calendário Holoceno                                                          | 12023                               |
| Calendário islâmico                                                          | 1445 – 1446                         |
| Calendário judaico                                                           | 5783 – 5784 Início a 16 de setembro |
| Calendário persa                                                             | 1401 – 1402 Início a 21 de março    |
| Calendário rúnico                                                            | 2273                                |
| Calendário solar tailandês                                                   | 2566                                |

2023 (MMXXIII, na numeração romana) foi um ano comum do século XXI que começou num domingo, segundo o calendário gregoriano. A sua letra dominical foi A. A terça-feira de Carnaval ocorreu a 21 de fevereiro e o domingo de Páscoa a 9 de abril. Segundo o horóscopo chinês, foi o ano do Coelho, começando a 22 de janeiro.

| Evento                                                   | Data            | Hora  |
| -------------------------------------------------------- | --------------- | ----- |
| Aquário                                                  | 20 de janeiro   | 08:30 |
| Peixes                                                   | 18 de fevereiro | 22:35 |
| primavera no hemisfério norte e outono no hemisfério sul |                 |       |
| Carneiro/equinócio                                       | 20 de março     | 21:25 |
| Touro                                                    | 20 de abril     | 08:14 |
| Gémeos                                                   | 21 de maio      | 07:10 |
| verão no hemisfério norte e inverno no hemisfério Sul    |                 |       |
| Caranguejo/solstício                                     | 21 de junho     | 14:58 |
| Leão                                                     | 23 de julho     | 01:51 |
| Virgem                                                   | 23 de agosto    | 09:02 |
| Outono no Hemisfério Norte e Primavera no Hemisfério Sul |                 |       |
| Balança/equinócio                                        | 23 de setembro  | 06:50 |
| Escorpião                                                | 23 de outubro   | 16:21 |
| Sagitário                                                | 22 de novembro  | 14:03 |
| inverno no hemisfério norte e verão no hemisfério sul    |                 |       |
| Capricórnio/solstício                                    | 22 de dezembro  | 03:28 |

| UTC: Portugal Continental, Madeira, Guiné-Bissau e São Tomé e Príncipe Subtrair (-): 1 h nos Açores e Cabo Verde 2 h nas Ilhas oceânicas brasileiras 3 h em Brasília, em Goiás, na Amazônia Oriental Brasileira e no nordeste, sudeste e sul brasileiros 4 h na Amazônia Ocidental Brasileira, Mato Grosso e Mato Grosso do Sul 5 h no Acre e sudoeste do Amazonas Adicionar (+): 1 h em Angola e Guiné Equatorial 2 h em Moçambique 8 h em Macau 9 h em Timor-Leste. |
| Adicionar uma hora durante a vigência do horário de verão: Portugal Continental : De 26 de março a 29 de outubro de 2023 |

| Ano completo                    |
| ------------------------------- |
| Ano comum com início ao domingo |

## Eventos

### Janeiro
- 1 de janeiro
  - Fim do mandato de Jair Bolsonaro como Presidente do Brasil e início do segundo governo e terceiro mandato de Luiz Inácio Lula da Silva.[1][2]
  - Croácia adota o Euro como moeda oficial e se torna o 20.º estado-membro da Zona Euro.[3][4]
  - Entram em domínio público nos Estados Unidos os livros To the Lighthouse (de Virginia Woolf) e Men Without Women (de Ernest Hemingway), e o filme Metrópolis (dirigido por Fritz Lang), assim como outras obras publicadas em 1927.[5]
- 5 de janeiro - No sexto dia após a morte de Bento XVI, ocorre na Praça de São Pedro o primeiro funeral de um papa emérito conduzido por seu sucessor.[6]
- 7 de janeiro - Após quatro dias de impasse, Kevin McCarthy elege-se como Presidente da Câmara dos Representantes dos Estados Unidos.[7]
- 8 de janeiro
  - Ataques às sedes dos Três Poderes brasileiros em Brasília por grupos criminosos e terroristas bolsonaristas. Cerca de 1 400 pessoas foram presas.[8][9][10]
  - Brasília sofre intervenção federal na segurança devido aos atos terroristas de Bolsonaristas à sede dos três poderes.[11]
  - China reabre suas fronteiras para turistas, marcando o fim das restrições de viagens iniciadas em março de 2020 por causa da pandemia da COVID-19.[12]
- 10 de janeiro - Microsoft encerra o suporte ao sistema operacional Windows 8.1.[13]
- 12 de janeiro – A cantora Lisa Marie Presley, filha de Elvis Presley, morre aos 54 anos.
- 15 de janeiro - Voo Yeti Airlines 691 cai nas proximidades de Pokhara, Nepal, deixando mortas todas as 72 pessoas que estavam a bordo.[14][15][16]
- 16 de janeiro - Em Palermo, Itália, o capo italiano Matteo Messina, líder da poderosa organização criminosa Cosa Nostra, é capturado pela polícia italiana.[17]
- 17 de janeiro - A freira supercentenária Lucile Randon, que até então era conhecida como a mulher mais longeva do mundo, morre com 118 anos e 340 dias.[18]
- 18 de janeiro
  - Acidente de helicóptero em Kiev, Ucrânia, resulta na morte de pelo menos 14 pessoas, incluindo o Ministro do Interior Dennis Monastyrsky.[19][20]
  - Nguyễn Xuân Phúc renúncia ao cargo de presidente do Vietnã, devido a escândalos de corrupção; e Võ Thị Ánh Xuân assume a presidência.[21][22][23]
  - O Google encerra o Google Stadia, com o dinheiro devolvido dos jogadores.[24][25]
- 21 de janeiro
  - Tiroteio em massa em celebração do Ano-Novo Chinês, em Monterey Park, Califórnia, Estados Unidos, resulta na morte de onze pessoas e deixa outras nove feridas.[26][27][28]
  - O governo peruano fecha a entrada a Machu Picchu indefinidamente devido a protestos pela renúncia da presidente Dina Boluarte, que deixaram 46 mortos.[29]
- 22 de janeiro - Chris Hipkins é escolhido para suceder Jacinda Ardern como primeiro-ministro da Nova Zelândia.[30][31]
- 24 de janeiro - Cientistas atualizam o Relógio do Juízo Final de 100 segundos para 90 segundos.[32]
- 25 de janeiro - Grupo Helsinque de Moscou, o mais antigo grupo de direitos humanos da Rússia, é dissolvido por ordem judicial.[33][34]
- 27 de janeiro
  - Ataque palestino a sinagoga em Jerusalém resulta na morte de sete civis, após ataque israelense a campo de refugiados em Jenin matar nove palestinos, incluindo dois civis.[35][36][37]
  - Ataque armado à embaixada do Azerbaijão no Irã deixa uma pessoa morta e outras duas feridas.[38][39]
  - A Organização para a Proibição de Armas Químicas concluiu que o ataque químico de 2018 em Douma, na Síria, foi perpetrado pelo Exército Sírio.[40]
- 28 de janeiro
  - O Palmeiras se torna campeão da Supercopa do Brasil de 2023 após vencer o Flamengo por 4 a 3, conquistando seu primeiro título da competição. O jogo foi realizado no Estádio Mané Garrincha, em Brasília, no Brasil.[41]
  - Petr Pavel é eleito presidente da República Tcheca, ao derrotar Andrej Babiš com 58 por cento dos votos.[42][43][44]
- 29 de janeiro
  - O ministério da defesa do Irã relata ataques de drones a uma fábrica de munições em Isfahan, em meio a outras explosões e incêndios no país.[45][46][47]
  - O tenista sérvio Novak Djokovic vence o Aberto da Austrália de 2023, depois de derrotar na final o grego Stefanos Tsitsipas, e empata com o espanhol Rafael Nadal no número de títulos do Grand Slam.[48]
- 30 de janeiro
  - Um ataque suicida islâmico deixa pelo menos 100 mortos e 220 feridos em mesquita de Pexauar, Khyber Pakhtunkhwa, Paquistão.[49][50]
  - Inicia-se uma onda de incêndios florestais no sul do Chile, que consome centenas de hectares em três regiões do país e mata 24 pessoas, além de deixar quase mil feridas.[51]
- 31 de janeiro - O Papa Francisco chega em Kinshasa para uma visita à República Democrática do Congo, a primeira visita papal ao país desde 1985, viajando para o Sudão do Sul em seguida.[52]

### Fevereiro
- 1 e 2 de fevereiro - Cometa verde C/2022 E3 (ZTF) atinge seu perigeu com a Terra.[53][54]
- 2 de fevereiro
  - Bobi, da raça Rafeiro do Alentejo, de Conqueiros, Portugal, é certificado como cão de maior longevidade da história.[55][56][57]
  - Os EUA acusam a China de violar a sua soberania com um balão que sobrevoou o seu território.[58]
  - Morre a Jornalista e apresentadora Brasileira Glória Maria (1949-2023)
- 3 de fevereiro
  - O governo do Paquistão bloqueia Wikipédia do país por "conteúdo blasfemo".[59]
  - Porta-aviões brasileiro NAe São Paulo (A-12), maior navio de guerra do hemisfério sul, é afundado no oceano Atlântico.[60][61][62]
- 4 de fevereiro - Suposto balão de espionagem chinês, que sobrevoava pelo Canadá e Estados Unidos, é abatido pela Força Aérea dos Estados Unidos.[63][64]
- 5 de fevereiro - A cantora americana Beyoncé conquista seu 32º troféu no Grammy e ultrapassa o maestro húngaro Georg Solti (que recebeu 31 troféus) no número de Grammys ganhos.[65]
- 6 de fevereiro - Dois sismos na Turquia e Síria causam pelo menos 53 mil mortes e deixam mais de 122 mil feridos.[66][67][68][69]
- 8 de fevereiro - LeBron James supera Kareem Abdul-Jabbar, tornando-se o maior cestinha de todos os tempos da NBA.[70]
- 10 de fevereiro
  - Após a renúncia de Natalia Gavrilița, Dorin Recean é nomeado primeiro-ministro da Moldávia.[71]
  - Os EUA abatem um objeto voador não identificado que sobrevoava a costa do Alasca.[72]
- 11 de fevereiro - Real Madrid é campeão da Copa do Mundo de Clubes da FIFA de 2022, derrotando o Al-Hilal no Estádio Príncipe Moulay Abdellah.[73]
- 12 de fevereiro - Nikos Christodoulides eleito presidente de Chipre.[74]
- 14 de fevereiro - O Parlamento Europeu aprova a proibição da venda de novos veículos a gasolina e diesel na União Europeia a partir de 2035, citando a necessidade de combater as alterações climáticas na Europa e promover os veículos elétricos.[75]
- 15 de fevereiro - Acidente de ônibus em Gualaca, no Panamá, mata pelo menos 39 pessoas e deixa outras 30 feridas.[76][77]
- 16 de fevereiro - Incêndios florestais no Chile causam 24 mortes e deixam mais de dois mil feridos.[78][79]
- 17 de fevereiro - Ciclone Gabrielle causa danos generalizados e inundações na Nova Zelândia.[80][81]
- 18 de fevereiro - Enchentes e deslizamentos de terra no litoral do estado brasileiro de São Paulo causam mais de 50 mortes e deixam vários municípios em estado de emergência.
- 19 de fevereiro
  - Enchentes e deslizamentos no estado de São Paulo, no Brasil, deixam várias cidades em estado de calamidade e 65 mortes.[82][83]
  - No British Academy Film Awards, Im Westen nichts Neues vence sete prêmios, incluindo o de Melhor Filme.[84][85][86]
- 20 de fevereiro
  - O presidente dos Estados Unidos, Joe Biden, visita pela primeira vez à Ucrânia após o início da invasão da Ucrânia pela Rússia.[87][88]
  - Em Düsseldorf, Alemanha, é confirmado o terceiro caso de um doente curado do HIV/AIDS após ter sido submetido a um transplante de células estaminais.[89]
- 21 de fevereiro - Chacina no município brasileiro de Sinop, em Mato Grosso, deixa sete mortos.
- 23 de fevereiro - Sismo de magnitude 6,8 a 7,2 atinge o Tajiquistão e parte da China.[90][91]
- 26 de fevereiro - Naufrágio na costa da Calábria, Itália, resulta na morte de pelo menos 65 migrantes.[92]
- 28 de fevereiro
  - Acidente ferroviário em Tessália, Grécia, mata pelo menos 40 pessoas e deixa outras 85 feridas.[93]
  - Independiente del Valle sagra-se campeão da Recopa Sul-Americana, após vencer o Flamengo nos pênaltis no Estádio Jornalista Mário Filho.[94]

### Março
- 1 de março - Bola Tinubu, do partido governante Congresso de Todos os Progressistas, é eleito presidente da Nigéria.[95]
- 2 de março
  - Võ Văn Thưởng assume cargo de presidente do Vietnã.[96][97]
  - Ciclone Freddy deixa ao menos 29 mortos em Madagáscar, Moçambique e Zimbábue.[98][99][100]
- 5 de março - Nas eleições parlamentares da Estônia, o Partido Reformista, liderado por Kaja Kallas, conquista o maior número de assentos no Riigikogu.[101][102]
- 7 de março - Israel destrói parte do aeroporto internacional de Alepo após suspeitas de armazenamento de armamento iraniano.[103]
- 9 de março - Tiroteio em salão das Testemunhas de Jeová em Hamburgo, Alemanha, causa a morte de sete pessoas e deixa outras oito feridas em estado crítico.[104][105]
- 10 de março
  - O Silicon Valley Bank (SVB), principal banco para startups de tecnologia dos Estados Unidos, quebra, na segunda maior falência do setor bancário do país.[106][107]
  - Xi Jinping é reeleito por unanimidade para um terceiro mandato como Presidente da República Popular da China.[108]
- 12 de março - Everything Everywhere All at Once vence sete estatuetas na 95° edição do Oscar, incluindo Melhor Filme.[109]
- 14 de março - Facções criminosas orquestram ataques e rebeliões em cidades no Rio Grande do Norte.[110]
- 17 de março - O Tribunal Penal Internacional emite um mandado de prisão para o presidente russo, Vladimir Putin, por crimes de guerra cometidos na invasão russa da Ucrânia e no rapto de crianças ucranianas.[111]
- 21 de março
  - O Google lançou o Google Bard, cujo lançamento parece uma resposta para o ChatGPT.[112]
  - O Japão derrotou os Estados Unidos no Clássico Mundial de Beisebol e conquistou seu 3° título mundial.[113]
- 23 de março
  - Google desativa o aplicativo Google Street View.[114][115]
  - A World Athletics, órgão regulador global do atletismo, proíbe mulheres trans que passaram pela puberdade masculina de competir em eventos femininos.[116]
- 24 de março - No Japão, o último episódio do anime Pokémon com Ash Ketchum e Pikachu como personagens principais é transmitido na TV Tokyo, após 25 temporadas e 26 anos de transmissão, concluindo assim um ciclo importante na história do anime.[117]
- 25 de março - Tornado registrado no estado do Mississipi, Estados Unidos, mata 25 pessoas.[118]
- 27 de março - Atentado em colégio cristão em Nashville, nos Estados Unidos, mata seis pessoas. A atiradora, identificada como Audrey Hale, está entre os mortos.[119]
- 28 de março
  - Brasil atinge a marca de 700 mil mortos pela Covid-19.[120]
  - Incêndio em centro de detenção para imigrantes ilegais na cidade de Ciudad Juárez, no México, mata ao menos 39 pessoas e deixa outras 29 feridas.[121]
- 29 de março
  - A Indonésia perde o direito de sediar a Copa do Mundo FIFA Sub-20 de 2023 por não aceitar receber a seleção de Israel como um ato de apoio à Palestina e por relações não amistosas entre os dois países.[122]
  - O Brasil e a China assinam um acordo para negociar em suas próprias moedas, deixando de usar o dólar americano como intermediário.[123]
- 30 de março - A Finlândia se torna o trigésimo-primeiro país a aderir a OTAN após a Turquia aprovar a entrada do país na organização.[124]

### Abril
- 2 de abril - Em meio a uma onda de insegurança, o Equador declara estado de emergência e o governo equatoriano autoriza a posse e porte de armas para civis para defesa pessoal.[125]
- 11 de abril - Guerra civil de Mianmar: Na aldeia de Pazigyi, pelo menos 165 pessoas são mortas pela Força Aérea de Mianmar durante as celebrações de abertura de um gabinete administrativo da Força de Defesa Popular.[126]
- 14 de abril - O Jupiter Icy Moons Explorer (JUICE) é lançado pela Agência Espacial Europeia (ESA) para procurar vida no sistema joviano, com data de chegada prevista para 2031.[127]
- 15 de abril
  - Ocorre uma tentativa de golpe de Estado no Sudão, onde paramilitares do país reivindicam o controle do palácio presidencial e do Aeroporto Internacional de Cartum (capital) após tiroteios e explosões em meio ao aumento da rivalidade entre generais que participaram do golpe de Estado de 2021.[128]
  - A energia nuclear na Alemanha é abolida depois de 60 anos, com o fechamento das últimas centrais nucleares.[129]
- 20 de abril - SpaceX realiza o primeiro voo do Starship, que resulta na destruição do foguete minutos após o lançamento.[130]
- 26 de abril - São criadas a CPMI do Golpe no Congresso Nacional, as CPIs da Manipulação do Futebol, MST e a CPI da Americanas na Câmara dos Deputados, que investigarão os ataques e financiamentos de vandalismo dos Três Poderes no Brasil em 8 de janeiro, as denúncias do MP-GO sobre o recebimento de dinheiro de apostadores para alterar resultados de jogos de futebol, o rombo contábil das Lojas Americanas e as invasões de áreas rurais feitas pelo Movimento dos Sem Terra.[131][132]
- 29 de abril - Pela primeira vez na história, a Índia ultrapassou a China em termos de população.[133]

### Maio
- 3 de maio - Na Sérvia, nove pessoas foram mortas, oito das quais eram crianças, e sete ficaram feridas em um tiroteio na Escola Primária "Vladislav Ribnikar" em Belgrado, capital do país balcã.[134]
- 4 de maio - Uma série de inundações e deslizamentos de terra atinge aldeias no leste da República Democrática do Congo, deixando mais de 400 mortos.[135]
- 5 de maio - A OMS decreta o fim da emergência global sanitária perante a COVID-19.[136]
- 6 de maio - A coroação de Carlos III do Reino Unido, na Abadia de Westminster, em Londres.[137]
- 7 de maio - A Síria é readmitida na Liga Árabe após ter sido suspensa desde 2011.[138]
- 9 a 13 de maio - Realização do 67.º Festival Eurovisão da Canção em Liverpool, Reino Unido, tendo como o país vencedor a Suécia.[139][140]
- 11 de maio - A OMS termina a sua declaração de Mpox como uma emergência de saúde global.[141]
- 16 de maio - Fortes chuvas causam inundações na região de Emília-Romanha, Itália, deixando pelo menos 13 pessoas mortas e outras 36.600 desabrigadas. O GP da Emilia-Romanha de Fórmula 1 é cancelado.[142][143][144]
- 20 de maio - Um tumulto entre os torcedores dos times de futebol salvadorenhos Alianza e FAS termina com pelo menos 12 pessoas mortas e dezenas de feridas, no estádio Cuscatlán, em San Salvador, capital de El Salvador.[145]
- 21 de maio
  - Vinícius Júnior sofre racismo pela 10ª vez na Espanha.[146]
  - O Monte Etna, o vulcão mais ativo da Europa, entra em erupção, despejando cinzas em Catânia, na Sicília, Itália e interrompe voos no aeroporto local.[147]
- 27 de maio - O Regime de Daniel Ortega congela contas bancárias da Igreja Católica da Nicarágua.[148]
- 28 de maio - No segundo turno das eleições presidenciais da Turquia, o atual presidente Recep Tayyip Erdoğan vence o líder da oposição Kemal Kılıçdaroğlu e é reeleito presidente do país.[149]
- 31 de maio
  - O Sevilla é campeão da Liga Europa da UEFA de 2022-23 após vencer a Roma nas penalidades, se tornando heptacampeão da competição. O jogo foi realizado no Estádio Puskás Aréna, em Budapeste, na Hungria.[150]
  - Realizam-se as eleições presidenciais letãs de 2023; Edgars Rinkēvičs é eleito Presidente da Letônia, sendo o primeiro presidente assumidamente gay de um país da União Europeia.[151][152]

### Junho
- 2 de junho - Na Índia, pelo menos 288 pessoas morrem e mais de 1 000 ficaram feridas depois de dois comboios de passageiros terem descarrilado num acidente que incluiu uma colisão com um comboio de carga no distrito de Balasore, no estado indiano de Odisha.[153]
- 6 de junho - Devido a fumaça dos incêndios florestais no Canadá, a cidade de Nova Iorque, nos Estados Unidos, foi declarada como tendo a pior qualidade do ar de todas as cidades do mundo.[154]
- 7 de junho - O West Ham é campeão da Liga Conferência Europa da UEFA de 2022-23 após vencer a Fiorentina por 2 a 1, conquistando seu primeiro título da competição. O jogo foi realizado no Estádio Sinobo, em Praga, na Chéquia.[155]
- 10 de junho - O Manchester City é campeão da Liga dos Campeões da UEFA de 2022-23 após vencer a Internazionale por 1 a 0, conquistando de forma invicta seu primeiro título da competição. O jogo foi realizado no Estádio Olímpico Atatürk, em Istambul, na Turquia.[156]
- 11 de junho - Honduras abre a sua primeira embaixada em Pequim, na China, depois de ter rompido relações com Taiwan.[157]
- 20 de maio a 11 de junho - Realização da 23ª Copa do Mundo FIFA Sub-20 na Argentina (que seria originalmente sediada na Indonésia, que não aceitou a presença da Seleção Israelense[158]), tendo como a seleção campeã o Uruguai.[159]
- 14 de junho - Cientistas relatam a criação do primeiro embrião humano sintético a partir de células-tronco, sem necessidade de espermatozoides ou óvulos.[160]
- 15 de junho - Um barco com cerca de 700 imigrantes de diferentes nacionalidades naufraga no Mar Mediterrâneo, a 80 km da costa grega. A embarcação havia saído da Líbia com destino à Europa, mas enfrentou uma forte tempestade que provocou o afundamento. Apenas 104 pessoas foram resgatadas com vida pela Guarda Costeira grega, que iniciou uma operação de busca e salvamento. O naufrágio é considerado uma das maiores tragédias humanitárias envolvendo migrantes na história recente.[161][162]
- 16 de junho - A Rússia confirma a transferência de um primeiro lote de armas nucleares para a Bielorrússia, no contexto da guerra na Ucrânia.[163]
- 19 de junho - A Assembleia Geral das Nações Unidas adota por unanimidade o Tratado de Alto Mar, o primeiro tratado destinado à conservação marinha em águas internacionais.[164]
- 22 de junho - Confirma-se a implosão do submarino turístico da empresa OceanGate Expeditions, que realizava uma expedição ao naufrágio do Titanic, matando os 5 ocupantes a bordo. Entre as vítimas estão o explorador Hamish Harding, o magnata paquistanês Shahzada Dawood e seu filho Suleman, o oceanógrafo francês e especialista em Titanic Paul-Henri Nargeolet, e o fundador e CEO da OceanGate Stockton Rush.[165][166][167]
- 23 de junho - Rebelião do Grupo Wagner: Membros do Grupo Wagner, uma organização militar privada russa, liderado por Yevgeny Prigozhin, se rebelam contra o governo de Vladimir Putin após um ataque aéreo às suas bases na Ucrânia. Os mercenários iniciam uma marcha armada em direção a Moscou, enfrentando a resistência das forças de segurança russas. Putin denuncia a rebelião como uma traição à pátria e ordena uma resposta “implacável”. A comunidade internacional condena a violência e pede o diálogo entre as partes envolvidas.[168][169][170]
- 27 de junho - A morte do adolescente de origem argelina chamado Nahel M. depois de ser baleado pela polícia francesa em Nanterre, subúrbio a oeste de Paris, causa uma onda de protestos e tumultos em toda a nação europeia, tendo mais de 700 presos e 2 800 pessoas detidas.[171][172]
- 28 de junho - Incêndios florestais no Canadá queimam mais de 77,9 mil km², sendo o número mais alto dos últimos 40 anos no país. Além disso, bateram o recorde de poluição, com 160 milhões de toneladas de carbono emitidas.[173][174]
- 29 de junho - A empresa de turismo espacial Virgin Galactic completa seu primeiro voo comercial, com quatro passageiros italianos a bordo do avião espacial VSS Unity. A missão nomeada "Galactic 01" também foi utilizada para realizar experimentos sobre microgravidade.[175][176]
- 30 de junho
  - O Tribunal Superior Eleitoral (TSE) condena o ex-presidente Jair Bolsonaro a 8 anos de inelegibilidade por abuso de poder político e uso indevido dos meios de comunicação durante um evento com embaixadores em julho de 2022, no qual atacou as urnas eletrônicas, sem provas, de que elas não seriam seguras. A decisão foi tomada por 5 votos a 2.[177][178][179]
  - O Conselho de Segurança das Nações Unidas vota por unanimidade o fim da MINUSMA, a sua missão de manutenção da paz no Mali.[180]

### Julho
- 2 de julho - No Afeganistão, o governo talibã decreta o encerramento total dos salões de beleza femininos.[181]
- 3 de julho - Soldados israelenses invadem Jenin, na Cisjordânia, matando pelo menos oito e ferindo mais de cinquenta.[182]
- 4 de julho - O Irã adere à Organização para Cooperação de Xangai, tornando-se o nono membro da organização.[183]
- 8 de julho - Nos Países Baixos, a coligação governamental colapsa e o Primeiro-Ministro Mark Rutte anuncia a sua demissão.[184]
- 19 de julho - O Sevilla é campeão do Desafio de Clubes da UEFA-CONMEBOL após vencer o Independiente del Valle por 4 a 1 nas penalidades, conquistando a primeira edição da competição. O jogo foi realizado Estádio Ramón Sánchez Pizjuán, em Sevilha, na Espanha.[185]
- 20 de julho a 20 de agosto - Ocorre a Copa do Mundo de Futebol Feminino, realizado na Austrália e na Nova Zelândia.[186] e tendo como país vencedor a Espanha.[187]
- 23 de julho - Dezenas de milhares de turistas fogem de Rodes, na Grécia, em meio a incêndios florestais e uma grande onda de calor, no que as autoridades dizem ser a maior evacuação na história do país.[188]
- 26 de julho - Abdourahamane Tchiani assume o controle da presidência do Níger após soldados da guarda presidencial do país retirarem do cargo o ex-presidente Mohamed Bazoum.[189]
- 30 de julho
  - Singapura executa primeira mulher por tráfico de drogas em quase 20 anos.[190]
  - Em Khar, no Paquistão, um ataque suicida deixou 63 mortos e mais de 200 feridos. O Estado Islâmico de Coraçone assumiu a responsabilidade pelo ataque.[191]

### Agosto
- 1 a 6 de agosto - Acontece a XXXIII Jornada Mundial da Juventude em Lisboa, Portugal.[192]
- 2 de agosto - O Brasil é eliminado na Copa do Mundo de Futebol Feminino de 2023, após o empate contra a Jamaica.[193]
- 5 de agosto - Durante sua passagem no Sudeste Asiático, o supertufão Doksuri (chamado Egay nas Filipinas) provoca as chuvas mais fortes na China em 140 anos, deixando pelo menos 62 mortos no país e 39 mortos nas Filipinas.[194][195][196]
- 8 de agosto - 17 000 acres de terra são queimados e pelo menos 98 pessoas morrem, estando outras 31 desaparecidas, quando uma série de incêndios florestais deflagra na ilha de Maui, no Havaí.[197]
- 9 de agosto - Fernando Villavicencio, candidato à presidência do Equador, é assassinado na saída de um comício em Quito.[198]
- 15 de agosto
  - Apagão atinge 26 das 27 unidades federativas do Brasil.[199]
  - Santiago Peña toma posse como presidente do Paraguai.[200]
- 16 de agosto - O Manchester City é campeão da Supercopa da UEFA de 2023 após vencer o Sevilla por 5 a 4 nas penalidades, conquistando o seu primeiro título da competição. O jogo foi realizado no Estádio Karaiskakis, em Pireu, na Grécia.[201]
- 23 de agosto
  - A Chandrayaan-3 da Índia torna-se a primeira nave espacial a aterrar perto do polo sul da Lua, transportando um módulo de aterragem lunar chamado Vikram e um rover lunar chamado Pragyan.[202]
  - O líder do Grupo Wagner, Yevgeny Prigozhin, o fundador Dmitry Utkin e mais oito pessoas morrem quando o avião em que viajavam caiu na Rússia.[203][204]
- 24 de agosto - Durante a cúpula do BRICS realizada em Joanesburgo, na África do Sul, o presidente sul-africano Cyril Ramaphosa anunciou a entrada de mais seis membros (Argentina, Arábia Saudita, Egito, Emirados Árabes Unidos, Etiópia e Irã) ao grupo a partir de janeiro de 2024.[205][206]
- 30 de agosto - No Gabão, logo após as eleições presidenciais, militares promovem um golpe de Estado, destituindo o presidente reeleito Ali Bongo.[207]
- 31 de agosto - Um incêndio atinge um edifício abandonado ocupado por moradores de rua em Joanesburgo, África do Sul, matando ao menos 77 pessoas.[208]

### Setembro
- 1 de setembro - O piloto brasileiro Gabriel Bortoleto conquista o título da Fórmula 3, se tornando o primeiro brasileiro a ser campeão na Fórmula 3 que é uma das categorias de acesso à Fórmula 1.[209]
- 2 de setembro - A Organização Indiana de Pesquisa Espacial (ISRO) lança com sucesso Aditya-L1, a primeira missão de observação solar da Índia.[210]
- 4 de setembro - A passagem de um ciclone extratropical na região Sul causa muita destruição e deixa dezenas de mortos no Rio Grande do Sul. Autoridades consideram o evento o maior desastre natural no estado nos últimos 40 anos.[211]
- 8 de setembro - Um terremoto de magnitude de 6,8 na escala Richter atinge o Marrocos, deixando mais de 2 mil mortos e milhares de feridos [212]
- 9 de setembro
  - Na 18ª Cimeira do G20 em Nova Deli, a União Africana é anunciada como o 21º membro permanente do G20.[213]
  - Filipe Toledo é bicampeão mundial de surfe na WSL e Brasil conquista seu 7º título mundial na história.[214]
- 10 de setembro
  - Enchentes provocadas pela Tempestade Daniel deixam mais de 5 mil mortos e 10 mil desaparecidos na Líbia [215]
  - A Alemanha vence a Sérvia na final da Copa do Mundo de Basquete Masculino, disputada em Manila, Filipinas, e conquista o título inédito de forma invicta. O Canadá conquista seu primeiro pódio em uma Copa do Mundo.[216]
- 25 de agosto a 10 de setembro - Mundial de Basquete Masculino de 2023, que foi realizado pela primeira vez em três sedes diferentes, sendo elas Indonésia, Filipinas e Japão.[217]
- 12 de setembro - Taylor Swift ganha 9 troféus no MTV VMA 2023 e bate o recorde de vitórias em uma noite de premiação do evento, que antes pertencia a Lady Gaga (8 troféus).[218]
- 31 de agosto a 13 de setembro - Começaram as buscas pelo brasileiro Danilo Cavalcante na Pensilvânia, Estados Unidos, onde fugiu de uma prisão de segurança máxima. Ele foi condenado a prisão perpétua no país acusado de matar a ex-namorada a facadas. O mesmo foi encontrado e recapturado duas semanas depois. [219]
- 19 de setembro - Conflito do Alto Carabaque: O Azerbaijão lança uma ofensiva militar contra a República de Artsaque, apoiada pela Armênia, que termina com uma rápida vitória do Azerbaijão.[220]
- 24 de setembro - O São Paulo se torna campeão da Copa do Brasil após vencer o Flamengo por 2 a 1 no placar agregado, conquistando seu primeiro título da competição. O jogo foi realizado no Estádio Cícero Pompeu de Toledo, também conhecido como Morumbi, na capital paulista, no Brasil.[221]
- 25 de setembro - Estima-se que 170 pessoas morreram e mais de 300 ficaram feridas durante uma explosão em um posto de gasolina em Estepanaquerte, Alto Carabaque.[222]
- 26 de setembro - Em Qaraqosh, Iraque, um forte incêndio foi registrado durante a celebração de um casamento, causando a morte de pelos menos 94 pessoas e deixando mais de 100 pessoas feridas.[223]
- 28 de setembro
  - Artsaque anuncia a dissolução das instituições governamentais e a sua futura dissolução em 1 de janeiro de 2024, na sequência de um decreto assinado pelo Presidente de Artsaque, Samvel Shahramanyan.[224]

### Outubro
- 3 de outubro - Kevin McCarthy é destituído do cargo de Presidente da Câmara dos Representantes dos Estados Unidos, sendo a primeira vez em 234 anos que um presidente da Casa é deposto.[225][226]
- 4 de outubro - O Google lança o Android 14.[227]
- 7 de outubro
  - Terroristas do Hamas lançam um ataque a partir da Faixa de Gaza, infiltrando-se no sul de Israel e provocando uma resposta militar completa das Forças de Defesa do país. O ataque deixou centenas de mortos e milhares de feridos.[228]
  - Na Fórmula 1, o neerlandês Max Verstappen se torna campeão mundial da categoria pela terceira vez consecutiva ao ficar em segundo lugar na corrida sprint do GP do Catar de 2023.[229]
- 7 de outubro a 15 de outubro - Uma série de terremotos ocorreram na província de Herate, no Afeganistão, matando mais de 1 000 pessoas e ferindo quase 2 000, com tremores sentidos no Irã e no Turquemenistão. Os terremotos são os mais mortíferos no país desde 1998.[230]
- 8 de outubro - O Primeiro-ministro israelense Benjamin Netanyahu declara guerra ao Hamas depois do ataque terrorista que deixou mais de 600 mortos em Gaza.[231]
- 11 de outubro - Devido à fumaça de queimadas, Manaus, no Amazonas, é colocada entre as cidades com pior qualidade do ar no mundo.[232]
- 14 de outubro - Eclipse solar anular que pôde ser observado na América do Norte (exceto em parte da Groenlândia), em toda a América Central e na América do Sul (exceto no sul do Chile e da Argentina).[233]
- 15 de outubro - No segundo turno das eleições gerais equatorianas de 2023, Daniel Noboa, da Ação Democrática Nacional, é eleito o presidente mais jovem da história do Equador.[234]
- 16 de outubro - Seca histórica no Amazonas: O Rio Negro tem a pior seca em 121 anos, ao atingir 13,59 metros em Manaus. A estiagem afetou 557 mil pessoas em todo o estado.[235][236]
- 17 de outubro - Em Gaza, o Bombardeio do Hospital Árabe Al-Ahli matou 471 pessoas, em um dos episódios mais mortíferos na guerra Israel-Hamas.[237]
- 24 de outubro - O regime de Daniel Ortega dissolve ordem católica franciscana e denominações evangélicas, além de outras 16 organizações não governamentais ligadas à Igreja Católica na Nicarágua.[238][239]
- 25 de outubro
  - O Furacão Otis, de categoria 5, atinge severamente a costa mexicana do Pacífico, sendo Acapulco, Guerrero, a mais afetada e devastada pelo ciclone tropical. A passagem do furacão deixou ao menos 39 mortos e 10 feridos, além de ter causado graves danos materiais.[240]
  - Um atirador invadiu um bar e uma pista de boliche em Lewiston, no Maine, nos EUA, e disparou contra frequentadores dos locais, matando 18 pessoas e ferindo outras 13. Dois dias depois, o autor do tiroteio foi encontrado morto em uma floresta da região. O massacre foi considerado o mais mortal do ano no país.[241][242]
- 28 de outubro
  - A Liga Deportiva Universitaria, ou LDU, sagra-se campeã da Copa Sul-Americana após vencer o Fortaleza pelo placar de 4 a 3 nas penalidades, conquistando seu segundo título da competição. A partida foi realizada no Estádio Domingo Burgueño, em Maldonado, no Uruguai.[243]
  - A África do Sul se torna campeã da Copa do Mundo de Rugby Union de 2023 após vencer a Nova Zelândia, conquistando seu quarto título mundial.[244]
  - Incêndio em mina de carvão pertencente a ArcelorMittal em Karaganda, no Cazaquistão deixa ao menos 45 mineiros mortos. O incêndio foi o pior do tipo no país desde 2006.[245][246]
- 29 de outubro - Um avião de pequeno porte que fazia táxi aéreo caiu em Rio Branco, no Acre, matando todas as 12 pessoas que estavam a bordo.[247]

### Novembro
- 3 de novembro
  - Incêndio em centro de reabilitação para dependentes químicos deixa ao menos 32 mortos e 16 feridos em Langarud, no Irã.[248]
  - Um terremoto de magnitude 6,4 atinge a região de Jajarkot, no Nepal, deixando mais de 150 mortos.[249]
- 4 de novembro - O Fluminense vence o Boca Juniors por 2 a 1 na prorrogação e conquista a Copa Libertadores da América pela primeira vez. A final foi disputada no Estádio do Maracanã, Rio de Janeiro.[250][251]
- 5 de novembro - O Brasil termina os Jogos Pan-Americanos de 2023 na segunda colocação geral com um recorde de 205 medalhas, fazendo sua melhor atuação na história do evento.[252]
- 7 de novembro - O Primeiro-Ministro de Portugal, António Costa, demite-se do cargo após suspeitas criminais contra o Governo.[253]
- 8 de novembro - Inicia uma nova onda de calor no Brasil, com vários estados registrando temperaturas acima de 40 ºC.[254]
- 9 de novembro - No centro médico NYU Langone Health em Nova Iorque, nos Estados Unidos, médicos realizaram o primeiro transplante de um olho inteiro da história da medicina.[255]
- 17 de novembro - Pela primeira vez, o mundo registra um dia com temperatura média global 2 °C acima dos níveis da era pré-industrial (1850-1900).[256]
- 19 de novembro
  - Javier Milei é eleito o 52° presidente da Argentina.[257]
  - Na cidade de Araçuaí, em Minas Gerais, termômetros marcaram 44,8°C, a maior temperatura já registrada na história do Brasil. O recorde anterior tinha sido de 44,7°C em Bom Jesus, no Piauí, em 21 de novembro de 2005.[258]
- 21 de novembro - A Coreia do Norte afirma ter colocado o seu primeiro satélite espião Malligyong-1 em órbita.[259][260]
- 22 de novembro - O Partido pela Liberdade (PVV), de extrema-direita de Geert Wilders, ganha o maior número de assentos nas eleições gerais dos Países Baixos.[261]
- 26 de novembro - O piloto italiano Francesco Bagnaia venceu a etapa de Valência da MotoGP e se tornou bicampeão mundial da modalidade.[262]
- 30 de novembro - Ataque terrorista deixa três mortos e 16 feridos em Jerusalém, Israel. O Hamas assumiu a autoria do ataque.[263][264]

### Dezembro
- 1 de dezembro - Brasil assume a presidência do G20.[265]
- 2 de dezembro
  - Como resposta ao lançamento de um satélite espião pelo vizinho do Norte, a Coreia do Sul lança seu primeiro satélite do tipo, a bordo do foguete Falcon 9 da SpaceX.[266]
  - Vários terremotos ocorreram na costa da ilha de Mindanau, Filipinas, sendo o mais forte de magnitude 7,6, que deixou ao menos três pessoas mortas e oito feridas.[267]
- 4 de dezembro - Grand Theft Auto VI tem seu trailer anunciado 1 dia antes do previsto devido a vazamentos.[268]
- 6 de dezembro
  - O Palmeiras conquista o seu 12.° título do Campeonato Brasileiro de Futebol após ser campeão da edição de 2023, empatando com o Cruzeiro na última rodada do campeonato. O clube alcançou o feito de conquistar o bicampeonato consecutivo mais uma vez ao triunfar na edição de 2022. Além disso, o Santos foi rebaixado pela primeira vez em sua história.[269][270]
  - Ataque a tiros na Universidade de Nevada, em Las Vegas, Nevada, Estados Unidos, deixou três mortos. O autor do ataque foi morto pela polícia.[271]
- 7 de dezembro - A Bolívia se torna um Estado-membro do Mercosul.[272]
- 10 de dezembro - Javier Milei assume a presidência da Argentina.[273]
- 12 de dezembro - Na cúpula climática COP28 em Dubai, Emirados Árabes Unidos, chega-se a um consenso para que os países “façam a transição” dos combustíveis fósseis, o primeiro acordo deste tipo nos 30 anos de história da conferência.[274]
- 16 de dezembro - Mishal Al-Ahmad Al-Jaber Al-Sabah torna-se Emir do Kuwait após morte de seu meio-irmão, Nawaf Al-Ahmad Al-Jaber Al-Sabah.[275]
- 17 de dezembro - Tempestade com rajadas de vento de até 150 km/h matou 13 pessoas e deixou outras 14 feridas em Bahía Blanca, Buenos Aires, Argentina.[276]
- 18 de dezembro - Terremoto de magnitude 6,1 atinge a província de Gansu, China, matando 118 pessoas.[277]
- 21 de dezembro - Um estudante de 24 anos matou 14 pessoas, feriu outras 24 e em seguida se suicidou na Faculdade de Artes da Universidade Carolina em Praga, Chéquia. O ataque foi o pior do tipo na história do país.[278]
- 22 de dezembro - O Manchester City conquista a Copa do Mundo de Clubes da FIFA pela 1.° vez, vencendo o Fluminense por 4×0 na final.[279]
- 29 de dezembro
  - Invasão russa da Ucrânia: A Rússia lança a maior onda de drones e mísseis contra cidades ucranianas desde o início da guerra num ataque noturno, matando pelo menos 39 pessoas e ferindo pelo menos outras 160.[280][281] A Ucrânia lança um ataque de drones no dia seguinte, matando pelo menos 21 pessoas, incluindo três crianças, e ferindo outras 110, incluindo 17 crianças.[282][283]
- 31 de dezembro
  - Rainha da Dinamarca Margrethe II anuncia que irá abdicar do trono em pronunciamento de Ano Novo após 52 anos no poder.[284][285]

## Mortes
- 3 de janeiro - Walter Cunningham, astronauta norte-americano.[286]
- 6 de janeiro - Gianluca Vialli, futebolista e treinador italiano.[287]
- 8 de janeiro - Roberto Dinamite, futebolista e político brasileiro.[288]
- 9 de janeiro - Melinda Dillon, atriz americana (n. 1939).
- 10 de janeiro - Constantino II da Grécia, último rei da Grécia.[289]
- 11 de janeiro - Carole Cook, atriz norte-americana (n. 1924).
- 12 de janeiro - Lisa Marie Presley, cantora e compositora norte-americana.[290]
- 17 de janeiro - Lucile Randon, freira supercentenária francesa.[18]
- 22 de janeiro - Sal Piro, ator, diretor de teatro e professor norte-americano (n. 1950).
- 27 de janeiro - Sylvia Syms, atriz inglesa (n. 1934).
- 2 de fevereiro - Glória Maria, Jornalista e Apresentadora Brasileira (n.1949).
- 5 de fevereiro - Pervez Musharraf, general e político paquistanês, ex-presidente do Paquistão.[291]
- 1 de março - Just Fontaine, ex-futebolista francês.[292]
- 8 de maio - Rita Lee, cantora e compositora brasileira.[293]
- 21 de maio - Ray Stevenson, ator norte irlandês.[294]
- 24 de maio - Tina Turner, cantora e dançarina norte-americana.[295]
- 10 de junho - Theodore Kaczynski, ecoterrorista, conhecido como Unabomber.[296]
- 12 de junho - Silvio Berlusconi, empresário e político italiano.[297]
- 2 de setembro - Walter Arlen, compositor austríaco-estadunidense (m. 1920).
- 28 de setembro - Michael Gambon, ator irlandês.[298]
- 28 de outubro - Matthew Perry, o ator e escritor norte-americano-canadense (n.1969). [299]
- 1 de novembro - Peter White, ator norte-americano (n. 1937).
- 3 de novembro - Elizângela, atriz, cantora e apresentadora brasileira.[300]
- 7 de novembro - Frank Borman, astronauta norte-americano.[301]

- 27 de dezembro - Gaston Glock, o inventor da pistola.[302]
- 27 de dezembro - PC Siqueira, youtuber, vlogger, ilustrador e apresentador brasileiro.[303]
- 27 de dezembro - Jacques Delors, político e economista francês.[304]

## Prêmio Nobel
- Fisiologia ou Medicina - Katalin Karikó e Drew Weissman[305]
- Física - Pierre Agostini, Ferenc Krausz e Anne L'Huillier
- Química - Alexey Ekimov, Louis Brus e Moungi Bawendi
- Literatura - Jon Fosse
- Paz - Narges Mohammadi

## Epacta e idade da Lua
| Epacta gregoriana | 8 (VIII) |
| Idade da Lua      | Letra h  |

## Por tema
- 2023 no Brasil
- 2023 no cinema
- 2023 no desporto
- 2023 nos jogos eletrônicos
- Mortes em 2023
- 2023 na música
- 2023 em Portugal
- 2023 na televisão